# 涌谷町立箟岳中学校
涌谷町立箟岳中学校（わくやちょうりつ ののだけちゅうがっこう）は、宮城県遠田郡涌谷町にあった公立の中学校。

## 概要
涌谷町北東部、篦岳山の北東側の登山口に当たる麓で、旧迫川から1㎞ほどのところに位置していた。

## 沿革
- 1955年（昭和30年） 涌谷町と箟岳村が合併して涌谷町になり涌谷町立箟岳中学校と改称[2]。
- 2015年（平成27年）3月に閉校となり、同時に閉校となった涌谷町立涌谷中学校と一緒に、統合された新たな涌谷町立涌谷中学校として2015年4月に新しいスタートを切った[1]。閉校時の生徒数は62名[3]。

## アクセス
- 東日本旅客鉄道の気仙沼線のの岳駅から徒歩1時間